# Пастух Євген Володимирович
Євген Володимирович Пастух (нар. 18 січня 1979, м. Ярославль, СРСР) — український хокеїст, правий нападник.
Виступав за «Торпедо-2» (Ярославль), «Хімік» (Воскресенськ), «Беркут-Київ», ХК «Рига-2000», ХК «Бєлгород», «Сокіл» (Київ), «Іртиш» (Павлодар), «Донбас-2» (Донецьк), «Білий Барс».
У складі національної збірної України провів 30 матчів (4+8).
Досягнення
- Чемпіон СЄХЛ (2001)
- Чемпіон України (2001, 2002, 2004, 2005, 2009, 2010, 2011).